# Stříbrná mince

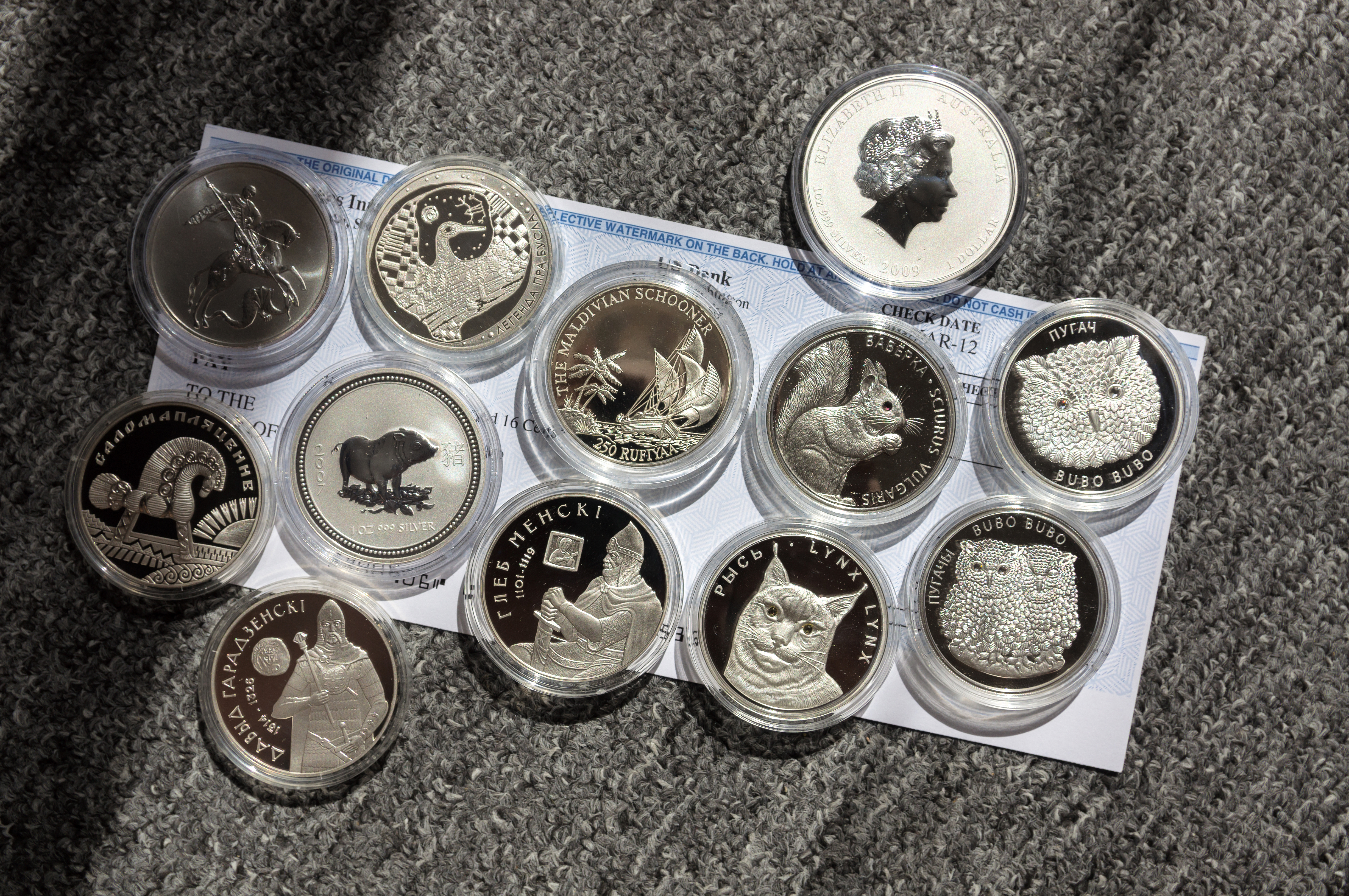
Stříbrné mince

Stříbrné mince patří mezi historicky nejstarší typy platidel. Používali je již staří Řekové. Známky masové produkce stříbrných mincí můžeme najít již před 1500 lety.

## Historie stříbrných mincí
První ražené mince se objevují přibližně 550 let př. n. l. ve Středomoří. Z tohoto období pochází jedna z nejstarších dochovaných mincí, vyražená ve starověkém Řecku, na které je vyobrazený milétský lev. Od roku 269 př. n. l. byly stříbrné mince zařazeny do platebního systému Římské říše. Brzy na to se stříbro prosadilo také jako mezinárodní platidlo, protože jeho hodnota byla obecně uznávaná.
Od roku 206 př. n. l. začíná stříbrné mince razit i Čína. Vydala jich ale jen malé množství a byly dostupné pouze členům královské rodiny. Další významnější rozšíření přichází v roce 708, kdy je začínají razit v Japonsku. Po krátké době však byly nahrazeny měděnými mincemi.
S objevením Ameriky byly také objeveny nové stříbrné doly. Historicky největší stříbrný důl byl nalezený v Bolívii v roce 1545.
Zlomem v novodobé historii stříbra byl rok 1794, kdy USA začínají vydávat americké stříbrné dolary.

## Pamětní stříbrné mince
Populární jsou i stříbrné pamětní mince, které se vydávají k uctění významné osobnosti, události nebo místa. I v tomto odvětví jsou průkopníky opět Řekové, kteří začali vydávat první stříbrné pamětní mince k oslavě gladiátorských slavností a válek. 
V USA začala historie stříbrných pamětních mincí v roce 1892, kdy začaly vydávat pamětní půldolary Od roku 1982 má Mincovna Spojených států za cíl vydat minimálně dvě nové pamětní mince ročně.

### České pamětní mince
Stříbrné pamětní mince v České republice vydává Česká národní banka. Na těchto mincích je vždy uvedena nominální hodnota, která uvádí minimum, za které musí emitent minci odkoupit zpátky. Sběratelská hodnota těchto mincí však bývá mnohdy vyšší, než jejich nominální hodnota.
Vůbec první stříbrnou pamětní mincí v České republice byla mince s nominální hodnotou 200 Kč emitovanou ku příležitosti 1. výročí schválení Ústavy ČR.
Tato mince byla vydaná 15. prosince 1993.
Většina stříbrných pamětních mincí má nominální hodnotu 200 Kč. Existují však i výjimky.
- 1999 - Mince se zlatou inlejí a hologramem k roku 2000 s nominální hodnotou 2000 Kč
- 2004 - Vstup Česka do Evropské unie - mince se zlatým středem a stříbrným mezikružím s nominální hodnotou 2500 Kč
- 2011 - 200. výročí narození Karla Jaromíra Erbena s nominální hodnotou 500 Kč
- 2012 - 100. výročí narození Jiřího Trnky s nominální hodnotou 500 Kč
- 2013 - 100. výročí narození Beno Blachuta s nominální hodnotou 500 Kč
- 2014 - 100. výročí narození Jiřího Koláře s nominální hodnotou 500 Kč

Postupem času klesá také počet emitovaných kusů jednotlivých mincí. Mince k 1. výročí schválení Ústavy ČR byla emitována v nákladu 35000 ks, zatím poslední vydaná mince ku příležitosti 200. výročí představení parovozu Josefem Božkem byla emitována v nákladu 5500 ks.